# Rhamnus arnottiana
Rhamnus arnottiana är en brakvedsväxtart som beskrevs av Gardn. och Thw.. Rhamnus arnottiana ingår i släktet getaplar, och familjen brakvedsväxter. Inga underarter finns listade i Catalogue of Life.